# سی‌آر.۴۲ فالکو
CR.42 Falco (به انگلیسی: Fiat_CR.42) یک هواگرد از نوع هواپیمای جنگنده ساخت شرکت Fiat Aviazione است. هواگرد CR.42 Falco نخستین پروازش را در ۲۳ مه ۱۹۳۸ میلادی انجام داد. این هواگرد در سال ۱۹۳۹ میلادی رسماً معرفی گردید و در سال‌های ۱۹۳۹ – ۱۹۴۳ تولید شده‌است. در مجموع، تعداد ۱٬۸۱۹ فروند از این هواگرد ساخته شده‌است.
طراح این هواگرد، Celestino Rosatelli بود.